# 蘇格蘭進行曲 (德布西)
流行主题的苏格兰进行曲（法語：Marche écossaise sur un thème populaire）是阿希尔-克洛德·德彪西创作于1890年的作品。

## 历史
1890年，德彪西在奥斯汀酒吧收到一位苏格兰军官瑞德（M. Read）的委托，阿尔方斯·阿莱居間翻譯。瑞德希望德布西能對一段名為《羅斯伯爵進行曲》的風笛旋律進行改編，所完成的四手钢琴進行曲也命名為《古老羅斯伯爵進行曲》（Marche des Anciens Comtes de Ross）。A. Choudens所出版的作品原版，也將之題献给委託人瑞德将军。不過，由於反饋有限，德布西遂著手將作品改寫為管弦樂版本。管弦樂配器在1893年至1910年间陸續進行，曲名也改為《流行主题的苏格兰进行曲》。
1910年1月16日，在居伊·罗帕茨的指导下，音乐学院管弦乐团在南锡首次演出该作品的管弦樂版本。1913年它由Désiré-Émile Inghelbrecht接管。